# 乌撒乌蒙宣慰司
乌撒乌蒙宣慰司是元朝云南行省所辖的一个宣慰司，位于中庆路东北，《中国行政区划通史·元代卷》对元史的解释认为乌撒乌蒙宣慰司也领有今云南西部和缅甸北部的部分军民府。
“乌撒”是巴的甸之地部族的名字，至元十年（1273年）归顺元朝，至元十三年（1276年）设立乌撒路。至元十五年（1278年）改为乌撒路军民总管府，至元二十一年（1284年）改为乌撒路军民宣抚司，至元二十四年（1287年）改为乌撒乌蒙宣慰司。大德元年（1297年）增设乌撒乌蒙等处宣慰使一员。

## 行政区划
乌撒乌蒙宣慰司所辖机构的史料记载残缺不全，《大元混一方舆胜览》载，乌撒乌蒙宣慰司领有乌蒙路、乌撒路、东川路和茫部路。其中，东川路和茫部路的归属有一个变化的过程，先隶属于乌撒乌蒙宣慰司，后直隶于云南行省。
《元史》卷六十一载，乌撒乌蒙宣慰司还辖有以下机构：木连路军民府、蒙光路军民府、木邦路军民府、孟定路军民府、谋粘路军民府、南甸军民府、六难路甸军民府、陋麻和管民官、云龙甸军民府、缥甸军民府、二十四寨达鲁花赤、孟隆路军民府、木朵路军民总管府、金齿孟定各甸军民官、孟爱等甸军民府、蒙兀路、通西军民总管府、木来军民府。《大明清类天文分野之书》卷十六载，以上路军民总管府大部分设置于至元二十六年（1289年）。而谭其骧主编的《中国历史地图集》则在这些军民府处标注隶属大理金齿等处宣慰司。